# Roy Sommer
Roy A. Sommer, född 5 april 1957, är en amerikansk ishockeytränare och före detta professionell ishockeyspelare.
Han har spelat för Edmonton Oilers i National Hockey League (NHL); Maine Mariners i American Hockey League (AHL); Houston Apollos och Wichita Wind i Central Hockey League (CHL); Saginaw Gears, Grand Rapids Owls, Indianapolis Checkers och Muskegon Lumberjacks i International Hockey League (IHL) samt Edmonton Oil Kings och Calgary Centennials i Western Canada Hockey League (WCHL).
Sommer draftades av Toronto Maple Leafs i sjätte rundan i 1977 års draft som 101:a spelare totalt.
Efter den aktiva spelarkarriären har han varit tränare för Roanoke Valley Rebels, Richmond Renegades, Kentucky Thoroughblades, Cleveland Barons, Worcester Sharks, San Jose Barracuda, San Diego Gulls och Wenatchee Wild. Sommer var också assisterande tränare för San Jose Sharks under delar av NHL-säsongen 2019–2020.

## Statistik
| 1974–1975   | Spruce Grove Mets     | AJHL        | 85  | 20 | 21  | 41  | 200 | —  | —  | — | —  | —   |
|             | Edmonton Oil Kings    | WCHL        | 1   | 0  | 0   | 0   | 5   | —  | —  | — | —  | —   |
| 1975–1976   | Calgary Centennials   | WCHL        | 70  | 13 | 34  | 37  | 155 | —  | —  | — | —  | —   |
| 1976–1977   | Calgary Centennials   | WCHL        | 50  | 16 | 22  | 38  | 111 | 9  | 5  | 9 | 14 | 8   |
| 1977–1978   | Saginaw Gears         | IHL         | 12  | 2  | 3   | 5   | 2   | —  | —  | — | —  | —   |
|             | Grand Rapids Owls     | IHL         | 45  | 20 | 18  | 38  | 67  | —  | —  | — | —  | —   |
| 1978–1979   | Spokane Flyers        | PHL         | 45  | 19 | 30  | 49  | 196 | —  | —  | — | —  | —   |
| 1979–1980   | Grand Rapids Owls     | INHL        | 9   | 1  | 4   | 5   | 32  | —  | —  | — | —  | —   |
|             | Houston Apollos       | CHL         | 69  | 24 | 31  | 55  | 246 | 6  | 2  | 2 | 4  | 8   |
| 1980–1981   | Edmonton Oilers       | NHL         | 3   | 1  | 0   | 1   | 7   | —  | —  | — | —  | —   |
|             | Wichita Wind          | CHL         | 57  | 13 | 22  | 35  | 212 | 14 | 3  | 2 | 5  | 61  |
| 1981–1982   | Wichita Wind          | CHL         | 76  | 17 | 28  | 45  | 193 | —  | —  | — | —  | —   |
| 1982–1983   | Wichita Wind          | CHL         | 73  | 22 | 39  | 61  | 130 | —  | —  | — | —  | —   |
| 1983–1984   | Maine Mariners        | AHL         | 67  | 7  | 10  | 17  | 202 | 14 | 6  | 1 | 7  | 24  |
| 1984–1985   | Maine Mariners        | AHL         | 80  | 12 | 13  | 25  | 175 | 11 | 4  | 2 | 6  | 27  |
| 1985–1986   | Indianapolis Checkers | IHL         | 37  | 9  | 10  | 19  | 118 | —  | —  | — | —  | —   |
|             | Muskegon Lumberjacks  | IHL         | 27  | 5  | 8   | 13  | 109 | 12 | 2  | 4 | 6  | 92  |
| 1986–1987   | Muskegon Lumberjacks  | IHL         | 65  | 14 | 13  | 27  | 219 | 15 | 3  | 3 | 6  | 44  |
| NHL totalt  | NHL totalt            | NHL totalt  | 3   | 1  | 0   | 1   | 7   | —  | —  | — | —  | —   |
| AHL totalt  | AHL totalt            | AHL totalt  | 147 | 19 | 23  | 42  | 377 | 25 | 10 | 3 | 13 | 51  |
| CHL totalt  | CHL totalt            | CHL totalt  | 275 | 76 | 120 | 196 | 781 | 20 | 5  | 4 | 9  | 69  |
| IHL totalt  | IHL totalt            | IHL totalt  | 195 | 51 | 56  | 107 | 547 | 27 | 5  | 7 | 12 | 136 |
| WCHL totalt | WCHL totalt           | WCHL totalt | 121 | 29 | 46  | 75  | 271 | 9  | 5  | 9 | 14 | 8   |

### Internationellt
| Källa:        | Källa:        | Källa:        |         | Utv = Utvisningsminuter | Utv = Utvisningsminuter | Utv = Utvisningsminuter | Utv = Utvisningsminuter | Utv = Utvisningsminuter |
| År            | Lag           | Mästerskap    | Matcher | Mål                     | Assists                 | Poäng                   | Utv                     |                         |
| ------------- | ------------- | ------------- | ------- | ----------------------- | ----------------------- | ----------------------- | ----------------------- | ----------------------- |
| 1977          | USA           | JVM           | 7       | 3                       | 1                       | 4                       | 0                       |                         |
| Junior totalt | Junior totalt | Junior totalt | 7       | 3                       | 1                       | 4                       | 0                       |                         |